# Bulletins de nouvelles nationaux
Les bulletins de nouvelles nationaux sont des émissions d'information diffusées sur l'ensemble du réseau de la Société Radio-Canada. Ils sont définis en opposition aux bulletins de nouvelles régionaux qui, eux, ne sont présentés que dans la région où ils sont produits (par exemple, Le Téléjournal-Montréal n'est présenté que dans la grande région de Montréal et Le Téléjournal-Manitoba n'est diffusé qu'au Manitoba). La quasi-totalité des bulletins nationaux sont produits au Centre de l'information de Radio-Canada à Montréal.

## Exemples de bulletins de nouvelles nationaux
- Le Téléjournal avec Céline Galipeau
- Le Téléjournal-Midi